# Hodoedocus acuminifrons
Hodoedocus acuminifrons är en insektsart som beskrevs av Jacobi 1910. Hodoedocus acuminifrons ingår i släktet Hodoedocus och familjen dvärgstritar. Inga underarter finns listade i Catalogue of Life.